# Casa Senyorial de Sermuksi
La Casa Senyorial de Sērmūkši (en letó: Sērmūkšu muižas pils) a la regió històrica de Vidzeme, al municipi d'Amata del nord de Letònia. Es va cremar el 1905 i no es va reconstruir. Una nova estructura per a l'escola Sērmūkši va ser construïda el 1936 en el lloc de l'antiga casa senyorial.